# Brovejen (Rudkøbing)
 Brovejen  er en to sporet omfartsvej der går nord om Rudkøbing i Langeland Kommune, og er en del af primærrute 9 der går fra Nykøbing Falster til Odense. Den er med til at lede trafikken der skal mod Svendborg eller Spodsbjerg uden om Rudkøbing Centrum, så byen ikke bliver belastet af for meget trafik.
Vejen forbinder Langelandsbroen i vest med Nordre Landevej i øst, og har forbindelse til Ringvejen. hvor der er forbindelse til Rudkøbing Havn.
Vejen passere derefter Peløkkevej og ender i Omfartsvejen sekundærrute 305 og i Nordre Landevej primærrute 9, der går mod Bagenkop og til Spodsbjerg.